# Bernard Dubois (économiste)
Pour les articles homonymes, voir Bernard Dubois et Dubois.
Bernard Dubois (1946-2001) était professeur de marketing à l'École des hautes études commerciales de Paris (HEC). Il a également exercé des activités de conseil et de formation auprès d'entreprises françaises et internationales de secteurs très variés, notamment l'agroalimentaire, le B-to-B et l'industrie du luxe. Il a été également membre du comité de rédaction de la revue Recherche et Applications en Marketing 

## Biographie

### Jeunesse et formation
Diplômé d'HEC et de la Université Northwestern (M.S. et Ph.D.), il est également titulaire d'une licence de sociologie de la Sorbonne.

### Parcours professionnel
Outre de nombreuses autres publications (Comprendre le consommateur, 2004; Marketing em Portugal, 1993, en collaboration avec Eduardo Cruz), il a adapté l'ouvrage Marketing Management de Philip Kotler au contexte français dès sa première édition, ouvrage considéré dans le monde entier par les universitaires et les professionnels comme la référence incontournable.
Dans ses travaux sur le comportement du consommateur, Bernard Dubois a notamment insisté sur la nécessité d’adopter une approche situationnelle pour mieux cerner les besoins des consommateurs. Il fut à l’origine de l’expression « consommateur caméléon », reflétant l’idée que les consommateurs s’adaptent et changent leurs préférences en fonction de l’environnement dans lequel ils se trouvent. 
Dans ses travaux sur le luxe avec Gilles Laurent, Bernard Dubois s’intéressa a ceux qu’il appelait les « excursionnistes du luxe », consommateurs occasionnels de produits de luxe. Il mena aussi des travaux pour comprendre comment les perceptions du luxe varient d’un pays a un autre.

## Œuvre
- Dubois B., "Un autre aspect dans l’étude du consommateur : l’approche situationnelle", Revue Française du Marketing, N°129, 4, 1990, pp. 73-81
- Dubois B., "Le consommateur caméléon", Harvard-l'Expansion, N°61, Eté 1991, pp. 7-13.
- Dubois, B. and Laurent, G. "The Functions of Luxury: A Situational Approach to Excursionism», Advances in Consumer Research, 1996, vol. 23, pp. 470-477
- Dubois, B., Czellar, S. and Laurent, G. (2005) Consumer segments based on attitudes toward luxury: Empirical evidence from twenty countries. Marketing Letters 16 (2): 115–128.